# バッドサンタ2
『バッドサンタ2』（原題: Bad Santa 2）は、2016年のアメリカ合衆国の映画。「バッドサンタ」の続編。監督はマーク・ウォーターズ。『ミザリー (映画)のキャシー・ベイツ』が、ウィリーの母親役で出演している。

## あらすじ
あれから13年後、出所したウィリーは再びセックス・アルコール依存症に陥り、自身の境遇にかつてないほど落ち込んでいた。性懲りもなく自殺を図り、失敗して未遂に終わったところへ、21歳になったサーマンが訪れる。サーマンは2年前に祖母を亡くし、父親も出て行き、ホーギー（サブマリンサンドイッチ）店の店員になって1人で暮らしていた。サーマンはウィリーに大金の入った小包を渡すが、送り主は元相棒のマーカスで、クリスマスの仕事のオファーだった。ウィリーはしぶしぶ承諾して、シカゴに向かう。
シカゴに着くと、マーカスの今回の強盗のターゲットは、チャリティ団体であることを知る。しかもその情報提供者は、ウィリーを「Shit Stick」と呼ぶ、口の悪い母親サニーだった。ずっと疎遠だった母親との再会にウィリーはうんざりしていたが、サニーがパーキンソン病で苦しんでいることを知り、仕方なく協力する。
サンタのスーツを着てチャリティに潜入したウィリーは、あるとき他のサンタを全員小児性愛者だと勘違いし、暴行して逮捕されてしまう。チャリティ主催者のダイアンは、酒を飲み続けるウィリーを解雇しようとするが、AAミーティングに参加することを誓ったため、彼を赦す。ウィリーはダイアンに恋し、性交に及ぶ。
ダイアンの夫リージェントは、秘書のドルフマンと組んでダイアンを騙し、チャリティで集めたお金を横領しようとしていた。一方、マーカスは警備員のジーナから、チャリティ団体の金庫のセキュリティ情報を入手する。
ウィリーを追ってシカゴにやって来たサーマンは、チャリティコンサートを行う児童合唱団に参加することになる。ウィリーはジーナと性交に及び、金庫の鍵を入手する。そして、クリスマス・イヴに金庫破りを決行する。

## キャスト
- ウィリー・ソーク：ビリー・ボブ・ソーントン
- サニー・ソーク：キャシー・ベイツ
- マーカス・スキッドモア：トニー・コックス
- サーマン・マーマン：ブレット・ケリー
- ダイアン・ヘイスティングス：クリスティーナ・ヘンドリックス
- リージェント・ヘイスティングス：ライアン・ハンセン
- ジーナ・デ・ルカ：ジェニー・ジグリノ
- ドルフマン：ジェフ・スコウロン
- オーパル：オクタヴィア・スペンサー
- ジョリー・サンタ：マイク・スター

## 制作
撮影は、カナダのケベック州モントリオールで始まり、サンカトリーヌ通りやサンアレクサンドルなどで行われた。

## サウンドトラック
| No. | 曲名                                              | アーティスト名                  |
| --- | ------------------------------------------------- | ------------------------------- |
| 1   | Santa Claus Is Back in Town                       | プレスリー                      |
| 2   | Home for the Holidays                             | ジョイ・ウィリアムズ            |
| 3   | Merry Merry Christmas                             | ココ・テイラー ルイス・ゴフィン |
| 4   | ウィンターワンダーランド                          | ボブ・ディラン                  |
| 5   | Dónde Está Santa Claus?(とんで来たサンタクロース) | Toni Stante                     |
| 6   | It's the Most Wonderful Time of the Year          | アンディ・ウィリアムス          |
| 7   | Santa Claus Wants Some Loving                     | アルバート・キング              |
| 8   | Pop That Pussy                                    | ツー・ライヴ・クルー            |
| 9   | フロスティ・ザ・スノーマン                        | レイ・コニフ                    |
| 10  | Please Let Me Be Your Santa Claus                 | ウィリアム・クラーク            |
| 11  | 夜想曲第2番 (ショパン)                            | ショパン                        |
| 12  | What Christmas Means to Me                        | シーロー・グリーン              |